# Wiek (Meklemburgia-Pomorze Przednie)
Wiek – gmina w Niemczech, w kraju związkowym Meklemburgia-Pomorze Przednie, w powiecie Vorpommern-Rügen, wchodząca w skład urzędu Nord-Rügen.

## Toponimia
We wczesnym średniowieczu osada słowiańska, o poświadczonej źródłowo w 1314 roku nazwie Medowe od med „miód”, co sugeruje iż jej mieszkańcy zajmowali się pszczelarstwem. Niemiecka nazwa wiek pochodzi od słowa wik, oznaczającego podgrodzie handlowe zamieszkane przez ludność pochodzenia słowiańskiego.